# Institut Lluís Vives
L'Institut Lluís Vives est un institut d'éducation secondaire (IES) situé à Valence (Espagne). C'est un centre éducatif emblématique de la ville, où ont été formées de grands figures intellectuelles. Il est situé au cœur de la capitale valencienne, au carrefour de la rue de Xàtiva (ca), de la rue Arquebisbe Mayoral, de la rue Sant Pau et de l'avenue Marqués de Sotelo. Ses origines remontent au collège Saint Paul, fondé au XVIe siècle. Il est nommé en référence à l'humaniste et pédagogue Jean Louis Vivès, natif de la ville.

## Histoire
Les origines de l'IES se trouvent dans le collège Saint Paul fondé en 1544, géré par la Compagnie de Jésus.
En 1767, avec l'expulsion des Jésuites, une partie des locaux devient propriété de l'ayuntamiento et il devient Seminario de Nobles (en espagnol, littéralement « Séminaire de Nobles»). À la suite des désamortissements, le bâtiment passe en 1835 à l'université de Valence, puis est constitué le 17 septembre de la même année en centre d'éducation secondaire sous le nom d'Instituto provincial de Enseñanzas Medias (« Institut provincial d'enseignements moyens »).
Jusque dans les années 1920, il est le seul établissement secondaire de la province de Valence à accueillir des filles.
Il est rebaptisé en l'honneur de Jean Louis Vivès en 1935, au cours de la Seconde République.
Durant la guerre civile espagnole, il accueille un abri antiaérien du camp républicain. L'installation est conservée et est considérée comme un « joyau du patrimoine historique » de Valence.
Au cours du franquisme, un établissement homonyme est fondé à Mexico, qui devient un lieu de rencontre de l'exil républicain valencien, où enseignent notamment la femme politique Guillermina Medrano (es) et l'historien de l'art Josep Albert Mestre,.
En 2012, il devient le centre de l'attention médiatique à la suite de manifestations menées par ses enseignants et ses élèves, qui marquent le début de ce qui sera connu comme le « printemps valencien (es) » (primavera valenciana),,.

## Dans la littérature
L'institut est évoqué dans l'œuvre de plusieurs grands écrivains, notamment Max Aub, Vicente Blasco Ibáñez, Vicent Wenceslau Querol et Teodor Llorente.

## Personnalités liées à l'institut
Parmi les personnalités ayant étudié à l'institut figurent (par date de naissance) :
- Joan Senent Ibáñez (1833-?), archéologue et écrivain[8] ;
- Max Aub (1903-1972), écrivain[1] ;
- Adolfo Rincón de Arellano (1910-2006), maire de Valence (1958-1969)[9] ;
- Vicente Blasco Ibáñez (1867-1928), écrivain[1],[10] ;
- Manuel Broseta (1932-1992), juriste[11] ;
- Francisco Tomás y Valiente (1932-1996), juriste[12] ;
- Eliseu Climent (1940-), éditeur[13] ;
- Nino Bravo (1944-1973), chanteur populaire[1].